# Wolfgang Kneib
Wolfgang Kneib (Zornheim, 1952. november 20. –) német labdarúgó, kapus.

## Pályafutása
A TSV Zornheim csapatában kezdte a labdarúgást. 1969 és 1975 között az 1. FSV Mainz 05, 1975–76-ban az SV Wiesbaden kapusa volt. 1976 és 1980 között a Borussia Mönchengladbach játékosa volt, ahol egy-egy bajnoki címet és UEFA-kupa győzelmet szerzett a csapattal. 1980 és 1993 között az Arminia Bielefeld csapatában szerepelt, kivéve az 1982–83-as idényt, amikor nem volt szerződése egy csapattal sem.

## Sikerei, díjai
Borussia Mönchengladbach
- Nyugatnémet bajnokság (Bundesliga)
  - bajnok: 1976–77
  - 2.: 1977–78
- Bajnokcsapatok Európa-kupája (BEK)
  - döntős: 1976–77
- UEFA-kupa
  - győztes: 1978–79
  - döntős: 1979–80